# The Day of Σ
The Day of Σ (The Day of Sigma) es una OVA producida por XEBEC que se lanzó dentro del juego de Mega Man Maverick Hunter X para la PSP, juego el cual salió a la venta en 2005 en Japón, 2006 en Norteamérica y Europa y 2008 en el resto de Asia.
Posteriormente la película fue lanzada dentro del disco 1 de Mega Man X Legacy Collection 1 + 2 en julio de 2018.

## Sinopsis
Siendo un precuela del videojuego Mega Man X, The Day of Σ narra cómo eran las cosas antes de la rebelión de Sigma. Cuando Sigma, X, Zero y los demás robots que se convertirían en Mavericks luchaban del mismo lado contra los robots desviados. La película tiene unos cuantos errores de continuidad con respecto al canon original de los videojuegos, como el hecho de que X y Zero sean amigos cercanos desde el inicio cuando en los videojuegos se muestra cómo se va formando su amistad luego de la rebelión de Sigma. La película muestra las razones de Sigma para revelarse en contra de la humanidad, y también muestra el origen de los poderes ocultos de X.

## Reparto

### Voces originales en japonés[2]
- Takahiro Sakurai como X.
- Ryôtarô Okiayu como Zero.
- Mugihito como Sigma.
- Tomohisa Asô como el Dr. Thomas Light.
- Ryûzô Ishino como Chill Penguin.
- Daisuke Kageura como Storm Eagle.
- Hiroshi Shimozaki como Vava.
- Tadashi Miyazawa como el Dr. Cain.

### Voces en inglés[2]
- Mark Gatha como X.
- Lucas Gilbertson como Zero.
- Gerald Matthews como Sigma.
- Randall Wiebe como el Dr. Thomas Light.
- Dean Galloway como Chill Penguin.
- Tommy James como Storm Eagle.
- Angie Beers como Vava.
- Michael Shepherd como el Dr. Cain.